# Булдаков, Геннадий Никанорович
Генна́дий Никано́рович Булдако́в (17 ноября 1924, Угличский уезд, Ярославская губерния — 7 декабря 1990, Ленинград) — советский архитектор, педагог. Народный архитектор СССР (1984). Главный архитектор Ленинграда (1971—1986).

## Биография
Геннадий Булдаков родился 17 декабря 1924 года в деревне Золотухино.
Приехал в Ленинград в 1941 году, работал на Кировском заводе.
В 1942—1945 годах воевал в действующей армии. Участник Парада Победы.
После войны поступил на архитектурный факультет Ленинградского инженерно-строительного института, который окончил в 1951 году. Там же окончил аспирантуру (1951—1954).
Архитектор Ленинградского филиала Государственного института проектирования торговых учреждений (1954—1956), старший архитектор Академии строительства и архитектуры (1956—1960).
В 1960—1967 годах — руководитель мастерской в институте «Ленпроект», с 1963 года руководил мастерской № 1 института «ЛенНИИпроект».
Под его руководством в 1965 году разработан план города Зеленогорск. Архитектор отстоял существование Церкви Казанской иконы Божьей Матери в городе, которую планировалось снести.
С 1965 года — руководитель создания генеральной схемы «Зелёного пояса Славы». Работа проводилась в «Ленпроекте» совместно с М. А. Сементовской и В. Л. Гайкович на общественных началах. Был спроектирован комплекс протяжённостью около 200 км, запланированы места установки монументов.
С 1968 по 1979 год преподавал в Ленинградском инженерно-строительном институте, с 1977 года — профессор; параллельно был начальником главАПУ.
В 1967—1971 годах — заместитель начальника Главного архитектурно-планировочного управления Ленгорисполкома. В 1971—1987 годах — главный архитектор Ленинграда и председатель Градостроительного совета. Был одним из авторов Генерального плана развития Ленинграда на 1963—1990 годы и проекта планировки пригородной зоны Ленинграда.
Соавторами плана стали архитекторы В. А. Каменский и А. И. Наумов. Совет Министров СССР утвердил этот документ в 1966 году. Проводил детализацию плана: руководил разработкой проектов планировки и застройки северо-западных (1974) и юго-западных (1982) районов Ленинграда, таких как район севернее Муринского ручья, Шувалово — Озерки, лесопаркового защитного пояса, плана застройки на Васильевском острове, планировочных решений в Кронштадте, Ржевке — Пороховых, района севернее улицы Новосёлов. В продолжение этой работы в 1974 году руководил разработкой Генерального плана развития Ленинграда и Ленинградской области на период до 2005 года.
В 1973 году разработал генеральный план строительства Сестрорецка, станций метро «Гражданский проспект» (1978), «Чёрная речка» (1982), «Озерки» (1988).
Создал оформление «открыточных» мест города: реконструкция мощения Дворцовой площади, площади Стачек, в 1977 году проектировал эспланаду Смольного собора. Разработал проект реконструкции Синопской набережной.
За свою карьеру стал автором свыше 80 научных трудов по проблемам архитектуры и градостроительства.
С 1979 года — член-корреспондент, с 1988 — действительный член АХ СССР. Член Союза архитекторов СССР (с 1957), член правления Союза архитекторов РСФСР (1981), председатель правления Ленинградского отделения Союза архитекторов РСФСР (1986), секретарь правления Союза архитекторов РСФСР (1987), секретарь правления Союза архитекторов СССР (1987).
В 1986 году вошёл в редколлегию энциклопедического справочника «Ленинград».
Член ВКП(б) с 1945 года. Делегат XXV съезда КПСС.
Умер 7 декабря 1990 года в Ленинграде. Похоронен на Литераторских мостках.

## Награды и звания
- Заслуженный архитектор РСФСР (1974)
- Народный архитектор СССР (1984)
- Орден Трудового Красного Знамени (1971)
- Орден Дружбы народов (1981)
- Орден Красной Звезды (1943)
- Орден Отечественной войны 1-й степени (1945)
- Два ордена Отечественной войны 2-й степени (в том числе 1944)
- Орден Славы 2-й степени
- Орден Славы 3-й степени (1944)
- Медаль «За отвагу» (1943).

## Память
В память об архитекторе установлена мемориальная доска по адресу: Санкт-Петербург, Одесская улица, 2.

## Комментарии
1. ↑  Деревня Золотухино (Золотухина)[1] относилась к 1-му стану Мышкинского уезда[2], с 14.11.1923 — к Угличскому уезду[3] Ярославской губернии; не сохранилась, ныне — урочище в Головинском сельском поселении Угличского района, Ярославская область.